# Berner Conventie (1886)
De Berner Conventie voor de bescherming van werken van letterkunde en kunst, ook wel naar de oorspronkelijke Franse tekst Convention de Berne pour la protection des œuvres littéraires et artistiques (en in het Engels de Berne Convention for the Protection of Literary and Artistic Works), is een multilateraal internationaal verdrag op het gebied van het auteursrecht dat tot doel heeft de internationale bescherming van werken van letterkunde en kunst te verzekeren. Het verdrag werd op 9 september 1886 ondertekend door België, Duitsland, Frankrijk, Italië, Spanje, Tunesië, het Verenigd Koninkrijk en Zwitserland en trad voor die staten op 5 december 1887 in werking.. Sindsdien is het verdrag herhaaldelijk gewijzigd en hebben de staten die partij zijn hun nationale wetgeving daaraan aangepast ter implementatie. Anno 2019 geldt het verdrag voor 187 staten die samen de Berner Unie vormen (conform artikel 1 van het verdrag).
Voor diverse begrippen in het auteursrecht worden sindsdien geregeld de Franse termen gebruikt uit de oorspronkelijke verdragstekst, zoals het droit de citation (citaatrecht) en het droit de paternité, het recht van de maker zich bekend te maken als maker en als zodanig te worden erkend.

## Geschiedenis
De Berner Conventie kwam tot stand op initiatief van de Association Littéraire et Artistique, later omgedoopt tot de Association Littéraire et Artistique Internationale. Deze organisatie kwam in 1883 bijeen te Bern, Zwitserland en bood datzelfde jaar een ontwerp aan aan de Zwitserse Bondsraad. Aanleiding voor het initiatief was het bestaande web van bilaterale auteursrechtverdragen, dat onoverzichtelijk en instabiel bleek, en bovendien leidde tot rechtsonzekerheid door de vele uitzonderingen die werden gemaakt op het beginsel van nationale behandeling. Frankrijk voerde anno 1878 de boventoon met 55 bilaterale verdragen met 46 andere staten. De Bondsraad riep in totaal drie internationale conferenties bijeen, in 1884, 1885 en 1886. Het resultaat was de Berner Conventie van 9 september 1886 die op 5 december 1887 voor acht ondertekenende staten in werking trad. De kernbepaling vormde het beginsel van nationale behandeling (zie hieronder).
De Conventie werd nog zes keer gewijzigd. De eerste keer was op 4 mei 1896 met een aanvulling te Parijs (in werking getreden op 9 december 1897). De laatste keer was op 24 juli 1971, eveneens te Parijs (in werking getreden op 10 oktober 1974). De Conventie van 1886 bracht een aanzienlijke versimpeling teweeg op het gebied van de in acht te nemen formaliteiten. Waar men voorheen voor ieder land waar men auteursrecht op een werk wilde verkrijgen de daar geldende formaliteiten moest volgen verklaarde de Conventie van 1886 de lex originis (de wet van het land van oorsprong) hierop van toepassing. Voortaan hoefde men alleen nog maar de formaliteiten in het land van oorsprong in acht te nemen om wereldwijd auteursrecht te verkrijgen. Formaliteiten werden ten slotte bij de Berlijnse herziening van 13 november 1908 (in werking getreden op 9 september 1910) verboden, omdat de lex originis-uitzondering op het beginsel van nationale behandeling in de praktijk voor grote problemen zorgde: in een op de zeven gevallen betekende het niet juist in acht nemen van de formaliteiten in het land van oorsprong dat men wereldwijd verstoken bleef van auteursrechtelijk bescherming. Sinds 1910 geldt een absoluut formaliteitenverbod, tegenwoordig te vinden in artikel 5 lid 2, en verkrijgt men automatisch auteursrecht op het moment van schepping. Sinds de Berlijnse herziening worden ook filmwerken expliciet genoemd.
De herziening te Rome op 2 juni 1928 (in werking getreden op 1 augustus 1931) bracht een regeling van morele rechten rechten met zich mee. De Stockholmse herziening van 14 juli 1967 is op enkele administratieve wijzigingen na nooit in werking getreden.
De Conventie werd in eerste instantie bewaakt door het Bureau van de Berner Unie. In 1893 fuseerde dit Bureau met het Bureau van Parijs, dat belast was met de bewaking van het Unieverdrag van Parijs, en ging het verder onder de naam Bureaux Internationaux Réunis pour la Protection de la Propriété Intellectuelle (de Verenigde Internationale Bureaus voor de Bescherming van de Intellectuele Eigendom). Sinds 1967 heet deze organisatie de Wereldorganisatie voor de Intellectuele Eigendom (WIPO).
Anno 2018 zijn 176 staten lid van de Berner Unie. Japan, Luxemburg, Monaco en Noorwegen traden nog voor 1900 toe tot de Conventie. Voor Nederland, die wel vertegenwoordigd was bij de eerste twee conferenties over de ontwerptekst, trad het verdrag op 1 november 1912 in werking, ruim een maand na de inwerkingtreding van de Auteurswet 1912. Afghanistan is met zijn toetreding op 2 juni 2018 het jongste lid. Opmerkelijke toetredingen zijn die van de Verenigde Staten in 1989, de Volksrepubliek China in 1992, de Russische Federatie in 1995 en de Democratische Volksrepubliek Korea in 2003.

## Inhoud
In de uiteindelijke tekst van de Conventie werden algemene regels opgesteld omtrent het doel en de strekking van de in het leven geroepen Unie (artikel 1), de werken waarop de Conventie van toepassing is (artikelen 4 en 6), de aard en omvang van de geboden auteursrechtelijke bescherming (artikelen 4, 5 en 6) en de duur daarvan (artikel 7). Verder werden er bijzondere regels opgesteld omtrent specifieke auteursrechtelijke probleemgebieden, zoals het uitsluitend vertalingsrecht (artikel 8), de rechten op publicaties in dagbladen en tijdschriften (artikel 7), bloemlezingen (artikel 8), het op- en uitvoeringsrecht (artikel 9), het bewerkingsrecht (artikel 10), de rechten omtrent muziek met mechanische muziekinstrumenten (in het Slotprotocol) en vervolgens zou bij de revisie in 1908 ook de cinematografie (film) expliciet worden vermeld (artikel 14 in de Conventie van 1908).
Daarna werden er regelingen vastgelegd omtrent de te gebruiken rechtsmiddelen tot handhaving van het auteursrecht (artikelen 11 en 12) en werden er uitvoerings- en overgangsbepalingen in de tekst opgenomen (artikel 13).

### Toepasselijkheid
Artikel 1 van de Conventie bepaalt dat de verdragsluitende partijen een "Unie voor de bescherming van de rechten der auteurs op hun werken van letterkunde en kunst" vormen, de Berner Unie genaamd. De Conventie geldt volgens artikel 3 lid 1 voor auteurs die onderdaan zijn van een Unieland en voor onderdanen van niet-Unielanden die hun werken voor het eerst in een Unieland hebben gepubliceerd. Het beginsel van nationale behandeling (zie hierna) zondert het land van oorsprong uitdrukkelijk uit van het toepassingsbereik.

### Het beginsel van nationale behandeling
De kern van het verdrag wordt gevormd door het beginsel van nationale behandeling in artikel 5, eerste lid:

Les auteurs jouissent, en ce qui concerne les œuvres pour lesquelles ils sont protégés en vertu de la présente Convention, dans les pays de l’Union autres que le pays d’origine de l’œuvre, des droits que les lois respectives accordent actuellement ou accorderont par la suite aux nationaux, ainsi que des droits spécialement accordés par la présente Convention.

De auteurs genieten voor de werken waarvoor zij krachtens deze Conventie zijn beschermd, in de landen van de Unie die niet het land van oorsprong van het werk zijn, de rechten, welke de onderscheidene wetten thans of in de toekomst aan eigen onderdanen verlenen of zullen verlenen, alsmede de rechten door deze Conventie in het bijzonder verleend.

Het beginsel bevat een conflictregel en een non-discriminatiebeginsel. De conflictregel houdt in dat het recht van het land waarvoor de bescherming wordt ingeroepen van toepassing is ten aanzien van de bescherming. Tegenwoordig stelt men dit gelijk aan de lex loci protectionis. Het non-discriminatiebeginsel houdt in dat vreemdelingen niet mogen worden achtergesteld bij eigen onderdanen. De enige uitzondering op het non-discriminatiebeginsel is artikel 7 lid 8 tweede volzin over de duurvergelijking (in het Engels bekend als de "rule of the shorter term"):

Dans tous les cas, la durée sera réglée par la loi du pays où la protection sera réclamée; toutefois, à moins que la législation de ce dernier pays n’en décide autrement, elle n’excédera pas la durée fixée dans le pays d’origine de l’œuvre.

In alle gevallen wordt de duur geregeld door de wet van het land waar de bescherming wordt ingeroepen; tenzij de wetgeving van dat land anders beschikt overschrijdt hij evenwel niet de in het land van oorsprong van het werk vastgestelde duur.

### Land van oorsprong
De vraag naar welk land moet gelden als het "land van oorsprong" is relevant voor de beantwoording van de vraag of de Berner Conventie van toepassing is (is het land van oorsprong een Unieland?), en voor de beantwoording van de vraag naar de toepasselijkheid van reciprociteitsvoorwaarden zoals de duurvergelijking in artikel 7 lid 8 (zie hierna onder 'Beschermingsduur'). Artikel 5 lid 1 bepaalt dat het beginsel van nationale behandeling niet van toepassing is in het land van oorsprong. Aldaar kan men dus geen rechtstreeks beroep doen op de Conventie, maar moet men zich behelpen met het nationale recht.
Als land van oorsprong moet volgens artikel 5 lid 4 gelden:
1. voor de voor het eerst in een Unieland gepubliceerde werken dat Unieland; indien het werk gelijktijdig in verschillende Unielanden is gepubliceerd geldt het land waarvan de wetgeving de kortste beschermingsduur toekent als land van oorsprong;
2. voor werken die gelijktijdig in een Unieland en in een niet-Unieland gepubliceerd zijn het betreffende Unieland;
3. voor niet gepubliceerde werken of werken die voor het eerst in een niet-Unieland gepubliceerd zijn, zonder gelijktijdige publicatie in een Unieland, het Unieland waarvan de auteur onderdaan is.

Het land van oorsprong wordt dus in de eerste twee gevallen bepaald aan de hand van de publicatie van het werk, en dus niet aan de hand van de nationaliteit van de auteur. Publiceert een Nederlandse auteur zijn werk dus voor het eerst in Frankrijk, dan geldt Frankrijk als het land van oorsprong (het betreft dan dus een Frans werk).

### Formaliteitenverbod
Krachtens artikel 5 lid 2 van de Conventie geldt een absoluut formaliteitenverbod: het genot en de uitoefening van de door de Conventie beschermde rechten mag niet aan een formaliteitseis worden onderworpen. Dit betekent concreet dat het ontstaan van het auteursrecht niet afhankelijk mag worden gesteld van enige formaliteit, zoals het deponeren van een exemplaar van het werk, het registreren van het werk, het betalen van taksen ('registration fees') et cetera. Het auteursrecht ontstaat daardoor automatisch op het moment van schepping. Hoewel ook in de Verenigde Staten een formaliteitenverbod geldt voor het ontstaan van auteursrecht moet men, op straffe van een boete, binnen drie maanden na publicatie twee depots verrichten bij het United States Copyright Office. Door het depot ontstaan een vermoeden van eigendom en andere voordelen in inbreukprocedures. Omdat het depot niet vereist is voor het ontstaan van het auteursrecht is dit niet in strijd met de Conventie.

### Beschermingsduur
Artikel 7 regelt de beschermingsduur van werken onder de Conventie. Lid 1 bepaalt dat de minimale beschermingsduur 50 jaar na de dood van de auteur (post mortem auctoris) bedraagt. Veel staten, waaronder de lidstaten van de Europese Unie en de Verenigde Staten, kennen een langere beschermingsduur toe op grond van het zesde lid. Voor filmwerken geldt op grond van het tweede lid dat de beschermingsduur vijftig jaar na publicatie of, bij gebreke daarvan, na vervaardiging mag bedragen. Over de vraag wie als maker moet worden aangemerkt bestaat wereldwijd geen overeenstemming. In sommige landen gelden bijvoorbeeld bepalingen die het auteursrecht toekennen aan de werkgever indien een werk in dienstverband wordt gemaakt. In andere landen is het niet mogelijk dat het auteursrecht wordt toegekend aan een rechtspersoon. Wie als maker moet worden aangemerkt wordt op grond van het beginsel van nationale behandeling (benadrukt in de eerste volzin van lid 8) bepaald door de lex loci protectionis.
Als uitzondering op het non-discriminatiebeginsel in het beginsel van nationale behandeling bepaalt artikel 7 lid 8 tweede volzin van de Conventie dat, indien de beschermingsduur die wordt geboden door de lex loci protectionis langer is dan die wordt geboden door de lex originis, deze naar beneden mag worden bijgesteld tot het niveau van die laatste. Biedt land A bijvoorbeeld een beschermingsduur van 70 jaar, en land B een beschermingsduur van 50 jaar, dan mag land A aan werken uit land B de kortere beschermingsduur van 50 jaar toekennen. Dit is evenwel niet verplicht. Op grond van artikel 18 van het Verdrag betreffende de werking van de Europese Unie (het non-discriminatiebeginsel) kan toepassing van deze uitzondering door Europese rechters zelfs verboden zijn.